# Earshot
Earshot ist eine Alternative-Metal-Band aus Los Angeles um den Sänger Wil Martin. Die Musik der Band wird nach eigenen Aussagen von berühmten Gruppen wie Black Sabbath, Metallica, AC/DC, Tool und The Beatles inspiriert und beeinflusst.

## Geschichte
1999 gründeten Wil Martin und Scott Kohler die Band Earshot. Kurz darauf stießen Johnny Sprague und Mike Callahan ebenfalls dazu. Es erschien 2003 das Debütalbum Letting Go bei Warner Bros. Records, auf dem sich ebenfalls das Lied Get Away befand, welches häufig im Radio gespielt wurde und schließlich zum Erfolg führte. Zudem erschien das Lied Headstrong im Kinofilm Queen of the Damned. Auch im Videospiel Legends of Wrestling 2 waren die Nummern Get Away und Headstrong zu hören. Nach mehrmonatigen Tourneen mit Staind, Kid Rock und den Stone Temple Pilots, veröffentlichte die Band ihre erste Maxi-CD zum Lied Get Away, welche schlagartig auf Platz 20 der amerikanischen Billboard landete.
Two war das zweite Album der Band, welches 2004 wie bereits der Vorgänger bei Warner Bros. Records erschien. Auf ihm war unter anderem das Lied Wait, welches daraufhin als Single verkauft wurde und in der Tracklist von den Videospielen MX vs. ATV Unleashed und Madden NFL 2005 enthalten war. Es war ebenfalls auf der DVD Tampa Bay Lightning vom Stanley Cup zu hören.
Anfang 2007 unterschrieb die Band einen Plattenvertrag beim Label In De Goot, worauf sie sich ins Musikstudio begab, um ihr drittes Album The Silver Lining aufzunehmen, welches sie im Jahr darauf veröffentlichte. Die Lieder MisSunderstood und The Ugly Truth wurden wenig später auch als Maxi-CD veröffentlicht.

## Diskografie

### Alben
- 2002: Letting Go (Warner Bros. Records)
- 2004: Two (Warner Bros. Records)
- 2008: The Silver Lining (In De Goot)

### Singles
- 2002: Get Away
- 2002: Not Afraid
- 2004: Wait
- 2005: Someone
- 2008: MisSunderstood
- 2009: The Ugly Truth
- 2021: Been a Long Time